# الثوره، حماة
الثوره (به عربی: الثورة) یک روستا در سوریه است که در ناحیه قلعه المضیق واقع شده‌است. الثوره ۶۳۲ نفر جمعیت دارد.